# 免疫理論
免疫理論（Inoculation theory），亦可称作反說服理論，由美國傳播學者威廉·J·馬克圭爾提出。
免疫理论的含义是事先讓人們閱讀含有攻擊其基本信仰之反面說法，及駁斥此說法的理由，從而使人們的態度不輕易改變。

## 免疫理論在反說服的操作使用

### 打預防針
提供完整的正反面資訊論據，讓人們了解即將接觸的反面駁斥訊息是採取怎樣的角度。

### 預警
不提供任何具體的資訊或數據，只用警告的方式提醒：他們即將遭遇反面的說服了。透過這種預警，使人們心中產生防備，並事先準備一些支持既存立場的理由以備用。

## 免疫廣告
免疫廣告中常用三大觀念：病菌、作戰、抗體

## 資料來源
- 郭貞主編《傳播理論》